# Fredrik Pacius
Fredrik Pacius (19. března 1809, Hamburk – 8. ledna 1891, Helsinky) byl finsko-německý hudební skladatel, zakladatel finské vážné hudby, autor finské, estonské a livonské hymny.

## Život
Ve hře na housle byl žákem Spohrovým, v hudební kompozici Hauptmannovým. Začínal jako druhý kapelník královské kapely ve Stockholmu. Roku 1834 byl jmenován profesorem hudby na univerzitě v Helsinkách. V roce 1845 založil v Helsinkách Symfonickou společnost, roku 1848 Pěveckou jednotu, což mělo obojí pro rozvoj moderní finské hudby zásadní význam.
Začal i sám komponovat. Roku 1848 zhudebnil báseň Johana Ludviga Runeberga Vårt land, která se stala finskou národní hymnou. Ve Finsku jsou proslavené i některé jeho další vlastenecké písně jako Suomis sang, Soldatgossen či Fridsböner.
Roku 1852 pak vytvořil první finskou operu Lov krále Karla (Kung Karls jakt) na historicko-romantický text Zachrise Topelia. Některé části opery, jako melodie Och hafvets unga tärna, zlidověly. Napsal též opery Princezna Kyperská (Prinsessan av Cypern) a Die Loreley (na slova Emanuela Geibela). K jeho známým skladbám patří též Fantazie pro housle (1842) či Koncert pro housle (1845).
Ottův slovník naučný ho hodnotil takto: "Nejslavnější skladatel čudský, rodem Němec. (...) Nebyl sice tvůrcem nějaké národní hudby čuchonské, ale dal aspoň impuls k pěstění hudby v Čuchonsku na základech hudby moderní."